# Ostatnia Wieczerza (obraz Tycjana)
Ostatnia Wieczerza – obraz z pracowni renesansowego włoskiego malarza Tycjana.
Obraz powstawał w latach 1560-1580 i pochodzi z pracowni weneckiego renesansowego malarza Tycjana, jednak z powodu różnicy stylu i umiejętności można wyróżnić partie tworzone przez pięciu malarzy. Na podstawie porównania z autoportretem Tycjana zidentyfikowano pierwszego z lewej apostoła jako Tycjana. Obraz został ukończony dopiero cztery lata po śmierci Tycjana.
Początkowo obraz znajdował się w weneckim klasztorze, który był zleceniodawcą dzieła. Pod koniec XVIII w. obraz został kupiony przez Johna Skippe’a i gdy w 1775 r. dotarł do Anglii, został poddany konserwacji. Od tego czasu znajdował się w Upper Hall w Ledbury, na zachód od Londynu. W 1909 r. obraz został podarowany przez spadkobierców nabywcy do kościoła św. Michała i Wszystkich Aniołów w Ledbury. Od 2018 r. był poddawany konserwacji, podczas której odkryto za pomocą ultrafioletu podpis TITIANVS.F, wskazujący na autorstwo Tycjana.